# Stanton (Kalifornien)
Stanton ist eine Stadt im Orange County im Bundesstaat Kalifornien der Vereinigten Staaten mit 37.962 Einwohnern (Stand: 2020).

## Geographie
Die geographischen Koordinaten des 8,1 km² großen Stadtgebiets sind 33,80° Nord und 117,99° West.

## Verkehr
Stanton liegt nördlich der California State Route 22 (Garden Grove Freeway), südlich der California State Route 91 (Artesia Freeway), östlich der Interstate 605 (San Gabriel River Freeway) und westlich des Interstate 5 (Santa Ana Freeway).
Die Ost-West-Hauptstraßen sind (von Nord nach Süd) die Cerritos Avenue, die Katella Avenue, die Orangewood Avenue, die Chapman Avenue, die Lampson Avenue und der Garden Grove Boulevard. Nord-Süd-Durchgangsstraßen sind (von West nach Ost) die Knott Avenue, die Western Avenue, der Beach Boulevard, die Dale Avenue und die Magnolia Avenue.